# Copiphana kraussi
Copiphana kraussi är en fjärilsart som beskrevs av Hans Rebel 1895. Copiphana kraussi ingår i släktet Copiphana och familjen nattflyn. Inga underarter finns listade i Catalogue of Life.